# Salvatore De Giorgi

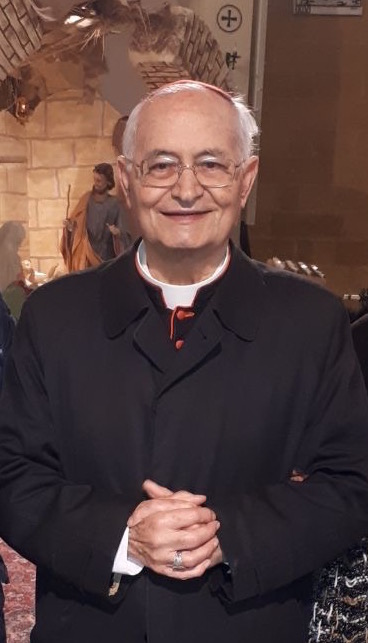
Salvatore Kardinal De Giorgi in Lecce (2017)

Kardinalswappen

Salvatore Kardinal De Giorgi (* 6. September 1930 in Vernole, Provinz Lecce) ist ein italienischer Geistlicher und emeritierter römisch-katholischer Erzbischof von Palermo.

## Leben
Salvatore De Giorgi absolvierte seine Ausbildung in Lecce und Molfetta. Am 28. Juni 1953 empfing er durch Bischof Francesco Minerva das Sakrament der Priesterweihe für das damalige Bistum Lecce. Anschließend war er fünf Jahre lang persönlicher Sekretär des Bischofs von Lecce. Von 1958 bis 1973 arbeitete er im Erzbistum Lecce als Seelsorger. Darüber hinaus war er als Religionslehrer sowie für die Pfadfinder tätig.
Am 21. November 1973 ernannte Papst Paul VI. De Giorgi zum Titularbischof von Tulana und Weihbischof in Oria. Die Bischofsweihe empfing er am 27. Dezember desselben Jahres durch Bischof Francesco Minerva. Mitkonsekratoren waren Guglielmo Motolese, Erzbischof von Tarent, und Alberico Semeraro, Bischof von Oria. Am 29. November 1975 wurde er zum Koadjutorbischof von Oria ernannt. Nach der Emeritierung von Alberico Semeraro folgte er diesem als Diözesanbischof nach. Im Jahr 1981 ernannte Papst Johannes Paul II. De Giorgi zum Erzbischof des Erzbistums Foggia, dem damals die Bistümer Bovino und Troia in persona episcopi angegliedert waren. Mit der Umstrukturierung der Diözese wurde er am 30. September 1986 Erzbischof von Foggia-Bovino. Am 10. Oktober 1987 ernannte ihn der Papst zum Erzbischof von Tarent, wo er bis 1990 blieb. Anschließend war er beim Internationalen Forum der Katholischen Aktion tätig.
Am 4. April 1996 ernannte Johannes Paul II. De Giorgi zum Erzbischof von Palermo. Die Besitzergreifung der Erzdiözese erfolgte am 25. Mai desselben Jahres. Als Erzbischof von Palermo war er auch Metropolit der Kirchenprovinz Palermo und Primas von Sizilien sowie Kanzler der Päpstlichen Theologischen Fakultät von Sizilien. Von September 1996 bis Dezember 2006 war De Giorgi zudem Vorsitzender der Sizilianischen Bischofskonferenz.
Am 21. Februar 1998 nahm Johannes Paul II. Salvatore De Giorgi als Kardinalpriester mit der Titelkirche Santa Maria in Aracoeli in das Kardinalskollegium auf. Er war Teilnehmer am Konklave 2005, in dem Benedikt XVI. gewählt wurde. Dieser nahm am 19. Dezember 2006 De Giorgis aus Altersgründen hervorgebrachtes Rücktrittsgesuch an.
Im April 2012 betraute Papst Benedikt XVI. Salvatore De Giorgi sowie Julián Herranz und Jozef Tomko mit der Untersuchung der sog. Vatileaks-Affäre. Die dreiköpfige Kardinalskommission sollte Fälle von Diebstahl vertraulicher Dokumente aus dem Vatikanischen Geheimarchiv aufklären. Im Juli 2012 legte die Kommission dem Papst ihren Abschlussbericht vor.
Am Konklave 2013, in dem Franziskus gewählt wurde, nahm er wegen Überschreitung der Altersgrenze von 80 Jahren nicht mehr teil. Am 25. Mai 2013 leitete De Giorgi im Foro Italico in Palermo die Seligsprechung des sizilianischen Priesters und Anti-Mafia-Aktivisten Giuseppe Puglisi.
Seit dem Tod von Angelo Kardinal Sodano am 27. Mai 2022 ist Salvatore De Giorgi der älteste lebende italienische Kardinal.

## Mitgliedschaften in der römischen Kurie
Salvatore Kardinal De Giorgi war Mitglied der folgenden Kongregationen und Räte der Römischen Kurie:
- Kongregation für den Klerus
- Kongregation für den Gottesdienst und die Sakramentenordnung
- Kongregation für die Bischöfe
- Päpstlicher Rat für die Laien
- Päpstlicher Rat für die Familie

## Schriften
- Le meraviglie del Regno, LEV, Vatikanstadt 1989.
- L'Assistente per un'AC protesa alla nuova evangelizzazione, AVE, Rom 1991.
- Riscopriamo la nostra ministerialità, AVE, Rom 1992.
- A trent'anni dal concilio Vaticano II verso il grande Giubileo del 2000, AVE, Rom 1995.
- L'Azione cattolica in cammino col Papa, AVE, Rom 1995.